# Courbe BP
Pour les articles homonymes, voir BP.
 (octobre 2018).
En économie, la courbe BP est le lieu géométrique des points indiquant toutes les combinaisons du taux d'intérêt (r) et du niveau du revenu (Y) pour lesquelles la balance des paiements est en équilibre.

## Concept
La courbe BP permet de compléter le modèle IS/LM. La courbe traduit les grands équilibres et déséquilibres sur les marchés causés par nos rapports commerciaux et financiers avec le reste du monde.
Une politique budgétaire expansionniste (comme une relance budgétaire) cause un creusement de la balance des paiements dès lors que les dépenses engendrées par la relance forment une demande pour des biens produits à l'étranger.

## Allure

### Courbe croissante

#### Variations du revenu
Dans le cas d’une imparfaite mobilité des capitaux, la courbe BP a une allure croissante. Pour expliquer la raison de cette allure, il est possible de faire référence au graphique latéral. Quand le revenu augmente (toutes choses égales par ailleurs), l’équilibre se déplace du point E au point P ; la balance des paiements est devenue déficitaire car les importations ont augmenté. En plus, dans le point P, elles ne sont compensées par une entrée suffisante de capitaux car le taux d'intérêt n'a, lui, pas augmenté. 
Afin de faire entrer des capitaux dans le pays, il est alors nécessaire de les attirer grâce à des meilleures perspectives de rendement, c'est-à-dire par une hausse du taux d'intérêt. L’entrée de capitaux (avec une aggravation des engagements financiers nets internationaux) nous amène dans la position d’équilibre EI.
Si l'on repart de la situation E, et que le revenu du pays diminue (toujours ceteris paribus), alors, au lieu de se déplacer vers la droite, l’équilibre se déplace vers la gauche (au point A), c’est-à-dire un point où la balance des paiements est excédentaire. Vu le surplus commercial, il est possible d’avoir un équilibre de la balance des paiements avec un taux d'intérêt inférieur (qui comporte moins de charges financières pour les endettés). Cela conduira la situation en équilibre dans le point EII. 

#### Variations du taux d’intérêt
En considérant les cas de variations du taux d'intérêt, ceteris paribus, quand le taux d'intérêt monte, les entrées de capitaux augmentent. Au point A, on a donc un excédent. Dans un régime de changes flottants, l’entrée de capitaux provoque une appréciation du taux de change de la monnaie nationale par rapport à l’étranger. La réduction des exportations ou l’augmentation des importations conduiront à une réduction du revenu (la courbe IS se « contracte » vers gauche). De cette façon, on arrive au point EI. 
Dans le cas de baisse du taux d'intérêt, on a une sortie de capitaux. Le déficit (point P) de la balance des paiements, causé par cette sortie de capitaux, conduit à une dépréciation de la monnaie nationale. Il en résulte une amélioration de la position commerciale extérieure (déplacement de la courbe IS vers droite) et une augmentation du revenu. Le point EII est le nouveau point d’équilibre. 
Dans le graphique, la variation du taux d'intérêt est causée par une modification de la politique monétaire (courbe LM). Dans la doctrine, dans un régime de changes flottants, cette politique est considérée comme la plus efficace précisément parce qu’elle utilise les variations du taux de change.

### Courbe horizontale

#### Parfaite mobilité des capitaux
Dans les cas de parfaite mobilité des capitaux, la courbe BP est horizontale. En effet, dans cette situation, le taux d'intérêt national ne peut pas varier par rapport au taux d'intérêt international. Il suffira la moindre variation du taux d’intérêt pour provoquer une entrée ou une sortie « déboutante » de capital qui s’arrêtera seulement quand le taux d’intérêt national aura atteint le niveau du taux d’intérêt international. 